# Branko Crvenkovski

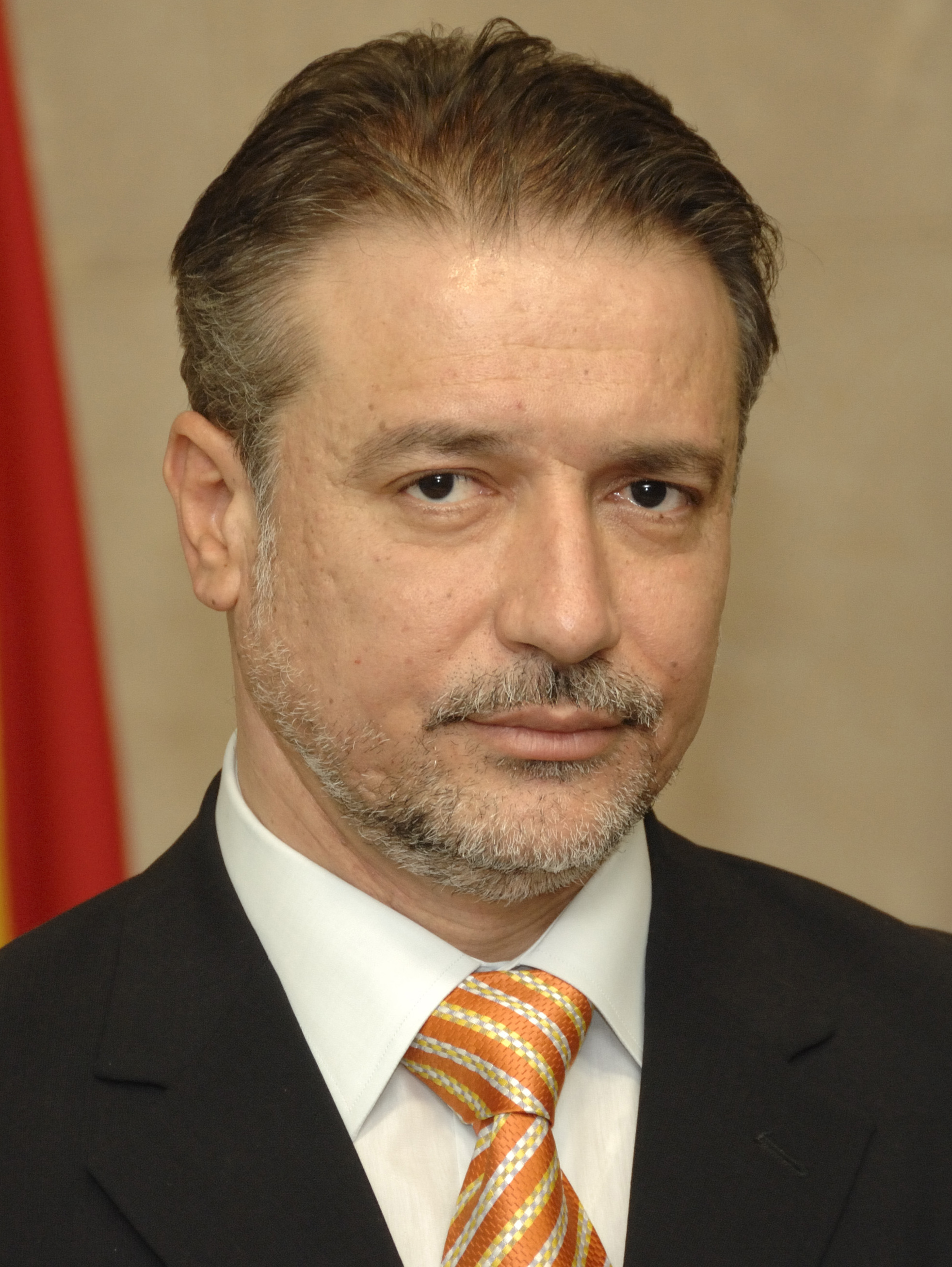
Branko Crvenkovski (2008)

Branko Crvenkovski (mazedonisch Бранко Црвенковски; * 12. Oktober 1962 in Sarajevo) war von 2004 bis 2009 Präsident Mazedoniens.
Bei den ersten freien Wahlen in der SFR Jugoslawien wurde Crvenkovski im Jahr 1990 in das mazedonische Parlament gewählt. Im April 1991 übernahm der frühere Kommunist den Vorsitz der Sozialdemokratischen Union Mazedoniens. Nach der Sezession von Jugoslawien wurde Crvenkovski am 5. September 1992 der erste Premierminister Mazedoniens. Diesen Posten bekleidete er bis 1998 und erneut von 2002 bis 2004, bis er nach dem Tod von Boris Trajkovski bei den Präsidentschaftswahlen zum Präsidenten Mazedoniens gewählt wurde.